# Bezirk Stary Sambor

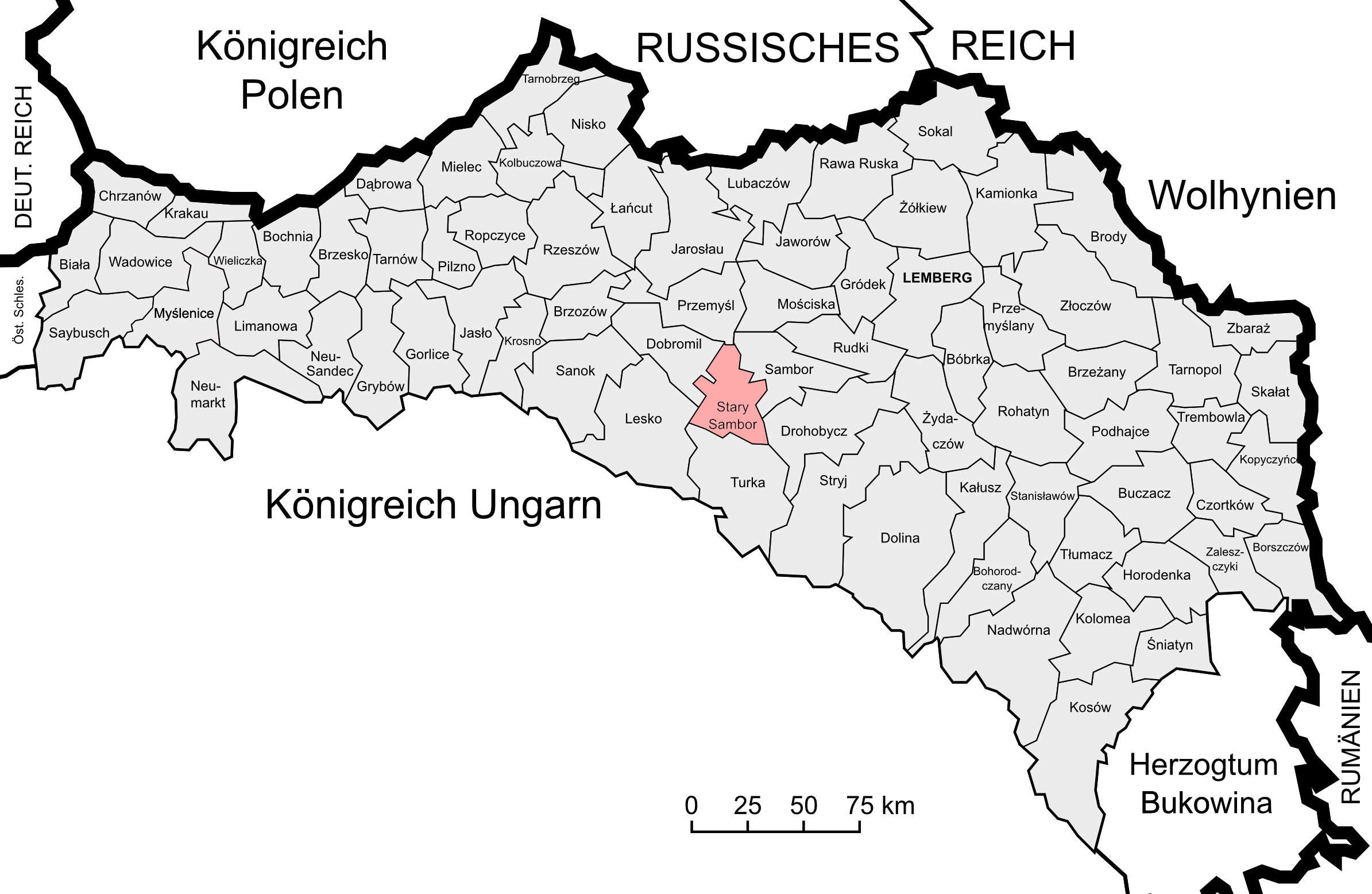
Lage des Bezirks Stary Sambor im Kronland Galizien und Lodomerien

Der Bezirk Stary Sambor (bis 1899 Bezirk Stare Miasto oder Bezirk Staremiasto) war ein politischer Bezirk im Kronland Galizien und Lodomerien. Sein Gebiet umfasste Teile Ostgaliziens in der heutigen Westukraine (Oblast Lwiw, Rajon Staryj Sambir) und Polen (Woiwodschaft Karpatenvorland, Powiat Bieszczady).
Sitz der Bezirkshauptmannschaft war die Stadt Stary Sambor. Im November 1918 war der Bezirk nach dem Zusammenbruch der Donaumonarchie am Ende des Ersten Weltkriegs kurzzeitig Teil der Westukrainischen Volksrepublik.
Er grenzte im Norden an den Bezirk Przemyśl, im Nordosten an den Bezirk Sambor, im Südosten an den Bezirk Drohobycz, im Süden an den Bezirk Turka, im Südwesten an den Bezirk Lisko sowie im Westen an den Bezirk Dobromil.

## Geschichte
Ein Vorläufer des späteren Bezirks (Verwaltungs- und Justizbehörde zugleich) wurde zum Ende des Jahres 1850 geschaffen, die Bezirkshauptmannschaft Stare Miasto war dem Regierungsgebiet Lemberg unterstellt und umfasste folgende Gerichtsbezirke:
- Gerichtsbezirk Stare Miasto
- Gerichtsbezirk Turka
- Gerichtsbezirk Borynia

Nach der Kundmachung im Jahre 1854 kam es am 29. September 1855 zur Einrichtung des Bezirksamtes Stare Miasto (weiterhin für Verwaltung und Gerichtsbarkeit zuständig) innerhalb des Kreises Sanok.
Nachdem die Kreisämter Ende Oktober 1865 abgeschafft wurden und deren Kompetenzen auf die Bezirksämter übergingen, schuf man nach dem Österreichisch-Ungarischen Ausgleich 1867 auch die Einteilung des Landes in zwei Verwaltungsgebiete ab. Zudem kam es im Zuge der Trennung der politischen von der judikativen Verwaltung zur Schaffung von getrennten Verwaltungs- und Justizbehörden. Während die gerichtliche Einteilung weitgehend unberührt blieb, fasste man Gemeinden mehrerer Gerichtsbezirke zu Verwaltungsbezirken zusammen.
Der neue politische Bezirk Staremiasto wurde aus folgenden Bezirken gebildet:
- Bezirk Staremiasto (mit 30 Gemeinden)
- Teilen des Bezirks Pudbuż (Gemeinden Niedzielna, Turze, Zdzianna)
- Teilen des Bezirks Starasól (Gemeinden Bąkowice, Berezów, Markt Chyrów, Chyrowska Posada, Grodowice, Markt Felsztyn, Felsztynska Posada, Laszki, Polana, Stadt Starasól, Sliwnica, Suszyca, Szumina, Stochinia, Tarnawka und Wolcze)
- Teilen des Bezirks Sambor (Gemeinden Kobło, Straszewice)
- Teilen des Bezirks Turka (Gemeinden Dniestrzyk Hołowiecky, Lipie, Łopuszanka Chomina, Michnowice)

Der Bezirk Stary Sambor bestand bei der Volkszählung 1910 aus 59 Gemeinden sowie 51 Gutsgebieten und umfasste eine Fläche von 725 km². Hatte die Bevölkerung 1900 noch 56.859 Menschen umfasst, so lebten hier 1910 60.810 Menschen. Auf dem Gebiet lebten dabei mehrheitlich Menschen mit ruthenischer Umgangssprache (72 %) und griechisch-katholischem Glauben, Juden machten rund 11 % der Bevölkerung aus.

## Ortschaften
Auf dem Gebiet des Bezirks bestanden 1910 Bezirksgerichte in Stara Sól und Stary Sambor, diesen waren folgende Orte zugeordnet:
Gerichtsbezirk Stara Sól:
- Bąkowice
- Berezów
- Błozew Górna
- Markt Chyrów
- Markt Felsztyn
- Grodowice
- Koniów
- Laszki Murowane Miasteczko
- Laszki Murowane Wieś
- Polana
- Posada Chyrowska
- Posada Felsztyńska
- Słochynie
- Stara Ropa
- Stadt Stara Sól
- Suszyca Wielka
- Szumina
- Towarnia
- Wola Rajnowa
- Wołcza Dolna

Gerichtsbezirk Stary Sambor:
- Baczyna
- Bilicz
- Busowisko
- Bystre
- Gałówka
- Grąziowa
- Hołowiecko
- Kobło Stare
- Ławrów
- Lenina Mała
- Lenina Wielka
- Libuchowa
- Łopuszanka Chomina
- Łużek Górny
- Mszaniec
- Nanczułka Mała
- Nanczułka Wielka
- Niedzielna
- Płoskie
- Potok Wielki
- Rosochy
- Sozań
- Spas
- Stadt Stary Sambor bestehend aus den Ortsteilen Smolnica und Stary Sambor
- Straszewice
- Strzelbice
- Strzyłki
- Suszyca Rykowa
- Terło Rustykalne
- Terło Szlacheckie
- Terszów
- Topolnica Rustykalna
- Topolnica Szlachécka
- Turze
- Tycha
- Tysowica
- Wiciów
- Wola Koblańska
- Wołoszynowa